# 区俊炫
区俊炫（1999年3月7日—），中国大陆职业男子篮球运动员，司职二中锋，现效力于B1聯賽千葉噴射機。

## 生平

### 早年
1999年，区俊炫出生于中国广东省江门市蓬江区。小学时期，他便展现出了超越同龄人的身体素质，但其彼时对篮球并无兴趣。小学毕业时，其身高已经超过1.7米，因此他的父亲认为其适合打篮球，便在他13岁时将其送到东莞篮球学校就读初中，成为该校的第一批学生。
入读东莞篮球学校后，缺乏技术基础的区俊炫需要花费较他人更多的时间提升自己的基本功及专业知识。起初，他是被往小前锋的方向培养，之后改练大前锋及中锋。在该校学习的时间内，其数次获得该校的进步最快球员、最佳球员、最努力球员、进攻篮板王、防守篮板王等奖项，并先后随学校获得U15、U16梯队的全国比赛的冠军。这期间，他又随东莞新世纪烈豹篮球俱乐部的梯队训练了3个月。随后，其被美国新墨西哥州盟诺学校录取，并获得半额奖学金。
高中时期，区俊炫在加入校队之后的第一场比赛便得到20分及10个篮板，由此引发当地篮球圈的关注。2016年起，他连续三年入选了新墨西哥州的最佳阵容。十二年级时，其场均可得19分、11篮板及贡献2次封盖，投篮命中率则是67%。除此之外，他亦曾在就学期间两次回到江门，代表该市参加2017、2018等两个年度的广东省男子篮球联赛。

### 大学生涯
2018年，区俊炫获得了加州州立大学北岭分校的全额奖学金，随后入读该校，并代表该校参加NCAA一级联赛。大学一年级时，他通过较为良好的表现逐渐稳定在球队首发阵容之中，最终在29场比赛中获得出场机会，在平均16.1分钟的上场时间内可得到4.2分、2.4个篮板及贡献0.4次封盖；但在赛季后期，其亦因为伤病原因缺席了较多比赛。
大学二年级时，区俊炫先是参加了校队与CBA上海大鲨鱼队的交流赛，并在该场比赛中得到23分。新的赛季开始后，由于所属球队大量引入内线球员进行补强，他的上场时间遭到了压缩。该赛季，他平均每场比赛出场9.7分钟，可得到3.5分及1.8个篮板；其中在2020年初对阵圣凯瑟琳大学的比赛中，他得到了14分及5个篮板。但在2019冠状病毒病疫情爆发，引致NCAA联赛暂停后，他选择了休学回国，并先后于广东华南虎、北京紫禁勇士等CBA球队试训。

### 职业生涯（上海大鲨鱼时期，2020-21赛季（新秀赛季））
2020年夏季，区俊炫参加了CBA选秀，并被视为当年状元秀的热门人选；最终，在该年度选秀大会上，其在第一轮第1顺位被上海大鲨鱼选中，成为当年的“状元秀”。然而，在他的处子赛季开始后，他先是因伤病原因接连缺席了该赛季的首两场比赛，直至常规赛第三轮对阵四川蓝鲸的比赛才完成于CBA赛场的首秀，但仅在8分34秒的出场时间得到3分及3个篮板，并有失误及犯规记录各2次，被认为是未达到外界期望的表现。之后在第四轮对阵北京鸭的比赛中，其仅上场3分钟就因犯规过多被教练换下。第一阶段结束后，他在平均每场12.8分钟的上场时间内仅能得到4.6分及1.9个篮板，并有3.2次犯规记录。进入第二阶段后，其逐渐达到了正常的比赛状态：在常规赛第十七轮对阵广东华南虎的比赛中，他得到11分，是为其首次得到双位数得分；随后在常规赛第三十三轮对阵新疆飞虎的比赛中，他得到12个篮板，并被认为是在董瀚麟、王潼、张兆旭等内线球员因伤病或禁赛等原因无法上场时撑起了球队内线；之后在常规赛第三十七轮对阵辽宁飞豹时，其得到10分及14个篮板，从而首次在职业联赛中得到“两双”数据。而在常规赛第四十八轮对阵深圳领航者的比赛中，其以首发球员身份上场比赛，并得到职业生涯迄今为止最高的14分。赛季期间，区俊炫入选了2021年中国男子篮球职业联赛全明星赛星锐赛南区星锐队，并在比赛中首发出场。

### 职业生涯
2020-21赛季结束后，已有传媒指出上海大鲨鱼会将区俊炫交易至福建鲟，以换取后者的球员王哲林。2021年8月28日，福建鲟宣布区俊炫正式入队。
2024年7月10日，B1聯賽千葉噴射機宣布簽下区俊炫，使用亞洲特別配額（Asian special quota）。

## 人物

### 技术特点
区俊炫具有良好的身体素质，而在进入职业联赛前，他已具备了良好的身体对抗能力、防守能力及篮板意识，并有一定的中距离投篮技术。在CBA联盟发布的2020年选秀球员报告中，他被形容为当届选秀“最具即战力的合格内线”。然而，其进攻手段被认为是略显单一，且进攻终结能力和稳定性都较为欠缺。

### 人物特点
- 由于职业生涯初期表现较为一般，甚至较祝铭震、朱松玮等同年度的后续顺位选秀球员为差，因此其在一段时间内被民众质疑为“水货状元”，乃至被戏称为“CBA本内特”。[26]
- 最喜爱的CBA球员为易建联，且在广东华南虎试训期间有过数次与其对位的经历。[4]

### 球衣号码
- 7号：在福建鲟效力时使用的号码。[27]
- 30号：在加州州立大学北岭分校效力时使用的号码。[3]
- 35号：在上海大鲨鱼效力时，及代表江门队参加2018年广东省男子篮球联赛时使用的号码。[4][19]

### 相关事件
在2020年CBA选秀结束后，区俊炫居住的广东省江门市蓬江区潮连（潮连街道）豸冈社区的有关部门为其举行了规模较大的庆祝活动，包含拉欢迎横幅、舞龙狮、安排区俊炫举“状元及第”横幅与当地乡亲合影等项目，但就引发了民众的争议。有大量网民认为此举体现了广东具备良好篮球氛围，重视篮球员；但亦有一些网民认为这些活动过于高调及渲染“状元及第”，是社会倒退。对此，有报称为区的同乡的大学生篮球员在接受传媒采访时指出，有关活动纯属当地风土人情之体现，且“合情合理”。

## 数据

### CBA常规赛
| 賽季    | 球隊       | GP | GS | MPG   | FG%  | 3P% | FT%  | RPG | APG | SPG | BPG | PPG |
| ------- | ---------- | -- | -- | ----- | ---- | --- | ---- | --- | --- | --- | --- | --- |
| 2020-21 | 上海大鲨鱼 | 40 | 4  | 14.90 | 62.5 | 0.0 | 65.3 | 3.8 | 0.2 | 0.2 | 0.2 | 5.5 |